# لعبة إنذار

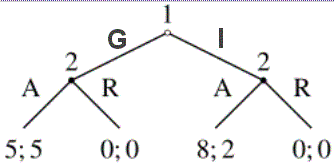

لعبة إنذار هي تجربة أو لعبة كما تسمى في حقل الاقتصاد التجريبي. حظيت على اهتمام كبير لبعدها الاقتصادي والنفسي. تتكون اللعبة من شخصين يوهبان مبلغا من المال على أن يقترح لاعب منهم النسبة ويقبلها الآخر. ان لم يقبلها الآخر فلن يحصل أي منهم على المال. عدم تكرار هذه اللعبة بين هذين الشخصين شرط في هذه اللعبة حتى نضمن أن لا يكون هناك اعتبار للمعاملة بالمثل.
نتائج هذه اللعبة مهمة للغاية لفهم السلوك البشري. حيث أن النتائج أوضحت أن اللاعب الثاني سيرفض القسمة المقترحة أن كانت أقل من 20 %. حيث أن اللاعب الأخر يفضل أن لا يكسب شيئا على أن يقبل بقسمة غير عادلة تسمح للمقترح (اللاعب الأول) بأن يكون جشعا. يعني يفضل معاقبة الأخر على أن يكسب شيئا بالمجان.
جربت هذه اللعبة على أكثر من شعب وبتغيير في قيمة المبلغ الأصلي ومراعاة النظر لقيمته بالنسبة لدخل الفرد في تلك البلدان. وأيضا جرّب على القردة.
و كانت النتائج دائما توضح أن لدى جميع البشر وغير البشر قيم فطرية تجعل العدالة أولوية تستحق التنازل عن بعض المكاسب لأجل الحفاظ عليها.
لهذه التجربة إصدارات أخرى جعل فيها اختيار المقترح (اللاعب الأول) مبنيا على اعتبار كفاءة معين. وهنا فقط تغيرت النتائج قليلا.
تعتبر هذه التجربة تابعة لنظرية الألعاب في بعض الأدبيات.
كما أجريت هذه التجربة على القردة  وأعطت نفس النتيجة.